# Saint-Quentin-en-Tourmont
Saint-Quentin-en-Tourmont (picardisch: Saint-Quentin-in-Tourmont) ist eine nordfranzösische Gemeinde mit 295 Einwohnern (Stand 1. Januar 2022) im Département Somme in der Region Hauts-de-France. Die Gemeinde liegt im Arrondissement Abbeville und ist Teil der Communauté de communes Ponthieu-Marquenterre und des Kantons Rue.

## Geographie

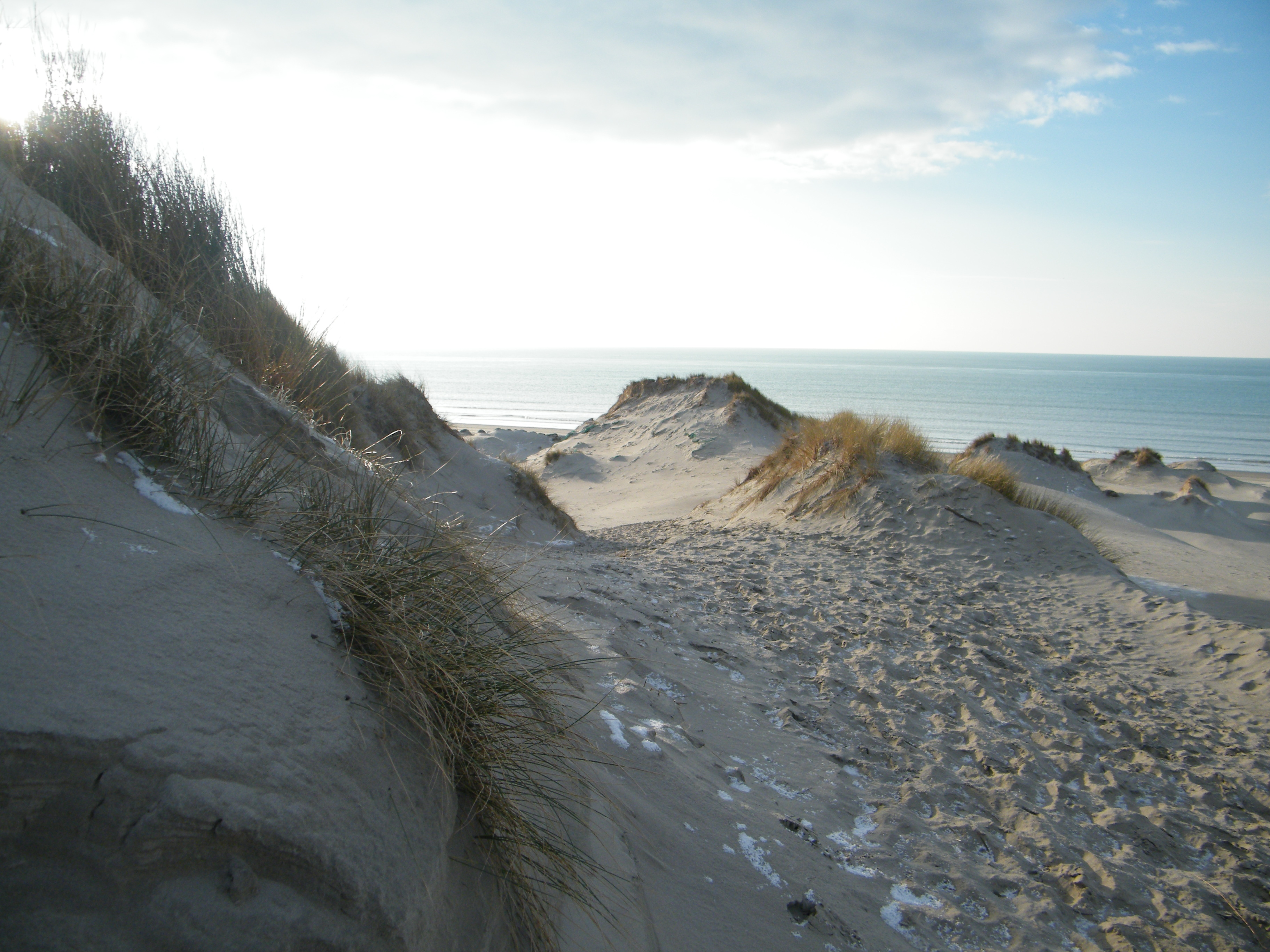
Dünenbildung mit crocs (Haken)

Die Gemeinde liegt westlich von Rue und im Südwesten des Marquenterre zwischen der Mündung des Authie und der Somme. Ihre südliche Begrenzung bildet der Lauf des Flüsschens Maye. Den Westen nehmen hinter dem Strand ausgedehnte Dünen ein, östlich von diesen liegt Marschland. Das Gemeindegebiet gehört zum Regionalen Naturpark Baie de Somme Picardie Maritime, im Meer schließt an die Küste der Parc Naturel marin des Estuaires Picards et de la Mer d’Opale sowie die Reserve naturelle de la Baie de Somme an. Im Gemeindegebiet befindet sich das Vogelschutzgebiet Parc du Marquenterre. Zur Gemeinde gehört der Ortsteil Le Bout des Crocs. In den 1960er Jahren wurde eine Fläche von rund 200 ha eingedeicht.

## Toponymie und Geschichte
Der Ort wird im Jahr 986 als Taurimons juxtamare bezeichnet, 1257 als Villa de Torto Monte.
Im 9. Jahrhundert besaß er einen Hafen, der später versandete. 1256 gehörte er den Mönchen von Forest-Montiers. 1588 scheiterte ein Schiff der spanischen Armada vor der Küste. Die Versandung verursachte mehrfache Verlegungen der Kirche. Zum Schutz der Küste wurde eine Küstenbatterie eingerichtet.

## Einwohner
| 1962 | 1968 | 1975 | 1982 | 1990 | 1999 | 2006 | 2011 |
| ---- | ---- | ---- | ---- | ---- | ---- | ---- | ---- |
| 314  | 307  | 261  | 296  | 309  | 334  | 312  | 308  |

## Sehenswürdigkeiten

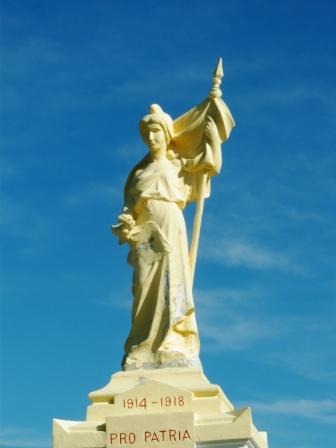
Oberer Teil des Kriegerdenkmals

- Kirche Saint-Quentin
- Kriegerdenkmal